# 韦洵
韦洵（?—?），唐朝外戚，出自京兆韦氏驸马房，唐中宗韦后的弟弟，韦玄贞的长子。
唐中宗被武则天废为庐陵王，韦玄贞配流钦州而死。韦洵之母崔氏，被钦州首领宁承兄弟所杀。韦洵和弟弟韦浩、韦洞、韦泚，都死在容州。唐中宗复位后，加赠韦玄贞为酆王，谥文献，庙为褒德庙，陵为荣先陵。各置令丞官员，给一百人户守卫洒扫。赠韦洵为吏部尚书、汝南郡王，遣使迎其丧柩至京师。韦后又为韦洵与萧至忠亡女为冥婚合葬。唐睿宗即位，令削平韦玄贞及韦洵等人坟墓，百姓盗取宝玉略尽。萧至忠发韦洵之墓，将其女棺柩归葬自家的墓地。天宝九载，唐玄宗下诏发掘，长安县尉薛荣先前去视察，墓志铭载安葬月日，与发冢的月日相同，而荣先陵与县尉薛荣先的名字相合。